# Handrehabilitation
Als Handrehabilitation oder Handtherapie wird eine ganzheitliche Behandlung der Hand bzw. oberen Extremität zur Wiederherstellung nach Verletzungen, Erkrankungen und Fehlbildung und der Rehabilitation in das gesellschaftliche und berufliche Umfeld bezeichnet. Sie wird von spezialisierten Ergo- und Physiotherapeuten durchgeführt und richtet sich an Patienten mit Handerkrankungen oder -verletzungen aus dem orthopädischen, traumatisch-chirurgischen, rheumatologischen und neurologischen Bereich. Die handtherapeutische Behandlung kann konservativ, prä- oder postoperativ erfolgen und zielt darauf ab, die physiologischen Funktionen der Hand wiederherzustellen bzw. bestmöglich zu erhalten. Dazu zählen Greiffunktion, Feinmotorik, Beweglichkeit, Koordination und Geschicklichkeit, Kraft und Schmerzfreiheit.

## Handtherapeuten
Ergo- oder Physiotherapeuten, die sich zum Handtherapeuten haben weiterbilden lassen, besitzen ein umfassendes theoretisches Wissen bezüglich Anatomie, Physiologie und Pathophysiologie der Hand. Sie haben die fundierten praktischen Fähigkeiten erworben, um Erkrankungen sowie Verletzungen im Bereich der Hand, unter Einbindung des gesamten Bewegungsapparates, adäquat und kompetent zu behandeln. Zudem sind sie in der Lage, psycho-soziale Probleme der jeweiligen Patienten zu erfassen und mit in die therapeutische Vorgehensweise einfließen zu lassen.
Handtherapeuten können dem Patienten seinen Krankheitsprozess erklären und daraus mit ihm gemeinsame Strategien entwickeln, die den Patienten in eine aktive Therapie und Rehabilitation einbinden. Solche Vorgehensweisen, im Sinne einer Eigentherapie „außerhalb der therapeutischen Praxis“, helfen, den Therapieerfolg zu optimieren.
Die gut geschulten Handtherapeuten zeichnen sich durch eine überdurchschnittliche Fachkompetenz aus, die direkt an evidenzbasiertes Wissen gekoppelt ist. Damit werden sie zum direkten Bindeglied des Handchirurgen und aller an der Handtherapie- und Handrehabilitation beteiligten Berufsgruppen. Auch können sie im Sinne einer Supervision ihr Vorgehen am Patienten hinterfragen und daraus neue Behandlungsstrategien entwickeln. Somit tragen sie im Wesentlichen zur Qualitätssicherung und Steigerung des Qualitätsstandards für jegliches handtherapeutische Handeln bei.

### Handtherapeutische Behandlung
Um ursachengerecht behandeln zu können, wird nicht nur die Hand des Patienten in die therapeutische Diagnostik mit einbezogen, sondern der Mensch als Ganzes. Somit gehören auch die Befundung des Vegetativums, der Wirbelsäule, des Nervensystems sowie die gesamte Bewegungskette des Arms in den Fokus des Handtherapeuten.
In der Behandlung wendet der Therapeut zum Beispiel manualtherapeutische Techniken, ödemreduzierende Techniken, Narbenbehandlung, Behandlungstechniken an Muskeln, Sehnen und Faszien an. Stabilisationstraining, Anleitung zu Eigenübungen, Patientenschulung, Spiegeltherapie, Training der „Aktivitäten des täglichen Lebens“ (ADL) sowie lokale, segmentale und zentrale Schmerztherapie. Außerdem ist die Anfertigung von individuellen Hand-Schienen in der Handtherapie inbegriffen.
Die Handtherapie stellt keinen separaten Abrechnungspunkt der Krankenkassen dar, weshalb der Arzt eine Ergo- oder Physiotherapie verordnen muss.

### Mögliche Krankheitsbilder
Die Krankheitsbilder der Handrehabilitation/Handtherapie kommen in der Regel aus den medizinischen Fachgebieten der Orthopädie, Chirurgie, Rheumatologie, Traumatologie und Neurologie.
Zu den Krankheitsbildern gehören:
- Sehnenverletzungen (z. B. Nachbehandlung nach Kleinert oder Hammerfinger)
- Überlastungssyndrome
- Rheumatoide Arthritis
- Arthrose/Rhizarthrose
- Thermische Verletzungen
- Periphere Nervenverletzungen
- Nervenkompressionssyndrome
- Morbus Dupuytren
- Zustand nach Frakturen (z. B. Distale Radiusfraktur oder Abrissfraktur) und Luxationen
- CRPS/Schmerzsyndrome
- Verletzungen der oberen Extremitäten
- Operative Eingriffe an der Hand
- Hautabdeckungen
- Amputationen/Replantation
- Postoperative/posttraumatische Ödeme
- Schreibkrampf